# 阿江ハンカチーフ
阿江ハンカチーフ株式会社（あえハンカチーフかぶしきかいしゃ）は、兵庫県加東市に本社のある播州織を使ったハンカチーフの製造などを行う会社である。2017年6月、旧寄宿舎など6件が国の登録有形文化財（建造物）に登録される。

## 沿革
- 1911年 - 阿江啓治により阿江織布工場が設立される[1]
- 1948年 - 株式会社へと改組
- 1965年 - 阿江織布へと社名を変更[2]
- 1970年 - 阿江ハンカチーフへと社名を変更[2]
- 2017年6月28日 - 旧寄宿舎など6件が国の登録有形文化財（建造物）に登録される。[3][4][5][6][7][8]
- 2021年 - 自社ブランド事業を縮小

## 文化財
- 種類：国の登録有形文化財（建造物）
- 登録年月日：2017年（平成29年）6月28日
- 名称：
  - 阿江ハンカチーフ旧寄宿舎[3]
  - 阿江ハンカチーフ旧工場[4]
  - 阿江ハンカチーフ旧食堂[5]
  - 阿江ハンカチーフ旧製品倉庫[6]
  - 阿江ハンカチーフ検反場一[7]
  - 阿江ハンカチーフ検反場二[8]

## ルミエーブル
Lumiebre（ルミエーブル）は2008年8月に創設されたゴスロリ系の傘およびレインコートのブランドであった。当ブランドには同社の高級ハンカチに使われている播州織の技術が応用されていた。2016年よりはアニメやゲームキャラクターの持つ傘の製品化を行うようになった。しかしながらブランド運営を終了することになり、2021年春で新商品のリリースと修理受付を終了、以降は既存商品の在庫販売のみ行っている。
傘の製品化が行われたキャラクターやグループには以下がいる：
- アイドルマスター シンデレラガールズの神崎蘭子[11]
- テイルズ オブ ゼスティリア ザ クロス の エドナ[13]
- BanG Dream! の Roselia[11][14]
- Fate/Grand Order の 紫式部(キャスター)[11]

またキャラクターや作品をイメージした傘も作られていた（カードキャプターさくら クリアカード編の木之本桜、ダンガンロンパのセレスティア・ルーデンベルク、銀河鉄道999のメーテル、ゴッドイーターのアリサ及びシエルなど）。

## orit.
orit. は2012年2月に創設されたストールブランドである。こちらも同社の播州織の技術が応用されている。
同社のルミエーブル同様に在庫販売のみ行っている。